# اگزنیت
اگزنیت یا اکسنیت (به انگلیسی: Euxenite) با فرمول شیمیایی (YCeUThCa)(NbTaTi)2O6 از مجموعه کانی هاست و قهوه‌ای قرمز محلول در HF -H2SO۴ - KOH بسیار متغیر از نظر شکل بلور: پگماتیتی، رنگ: منشوری، شفافیت: صدفی - نامنظم، شکستگی: چرب - نیمه فلزی، جلا: ناشناخته، رخ: اکسید، سیستم تبلور: اگزنیت و در رده‌بندی ارترومبیک است همچنین خاصیت مغناطیسی نیمه شفاف
همایند کانی‌شناسی (پارانژ) آن گاه به عنوان عناصر کمیاب اورانیوم و توریوم مصرف می‌شود. است
کاربرد آن: نروژ، از نظر ژیزمان بلوری - دانه‌ای تقریباًَ کمیاب است و بیشتر در نروژ، برزیل، ماداگاسکار، فنلاند یافت می‌شود.